# Charvensod
Charvensod (pron. /ʃaʁvɑ̃so/  - Tsarveunsoù in patois valdostano) è un comune italiano di 2 402 abitanti della Valle d'Aosta.

## Geografia fisica

### Territorio
Il comune di Charvensod si trova a sud di Aosta, e comprende la parte meridionale della plaine. È posizionato all'envers (ovvero dalla parte della valle esposta a nord). Confina con i comuni di Aosta a Nord, Gressan a Ovest, Cogne a Sud e Pollein a Est.
- Classificazione sismica: zona 4 (sismicità molto bassa)[6]

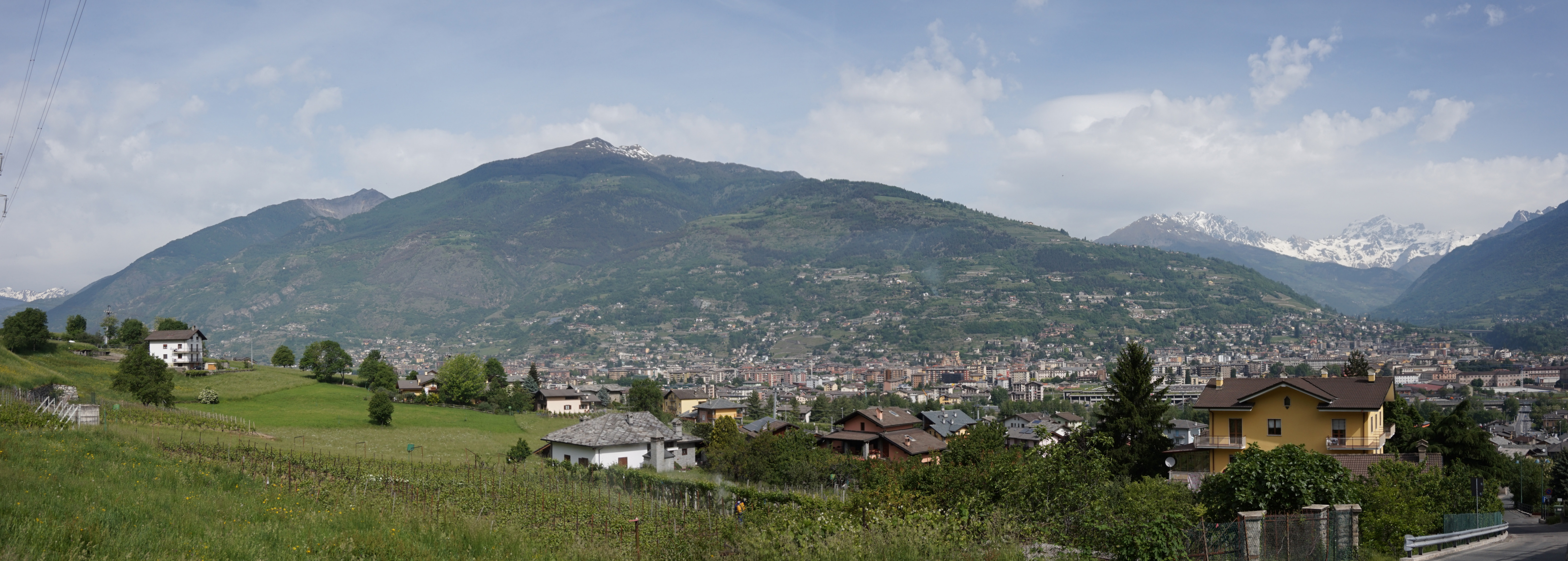
Vista di Plan-Félinaz e di Aosta. Sullo sfondo, da sinistra a destra, la Becca France, la Punta Chaligne e il Grand Combin.
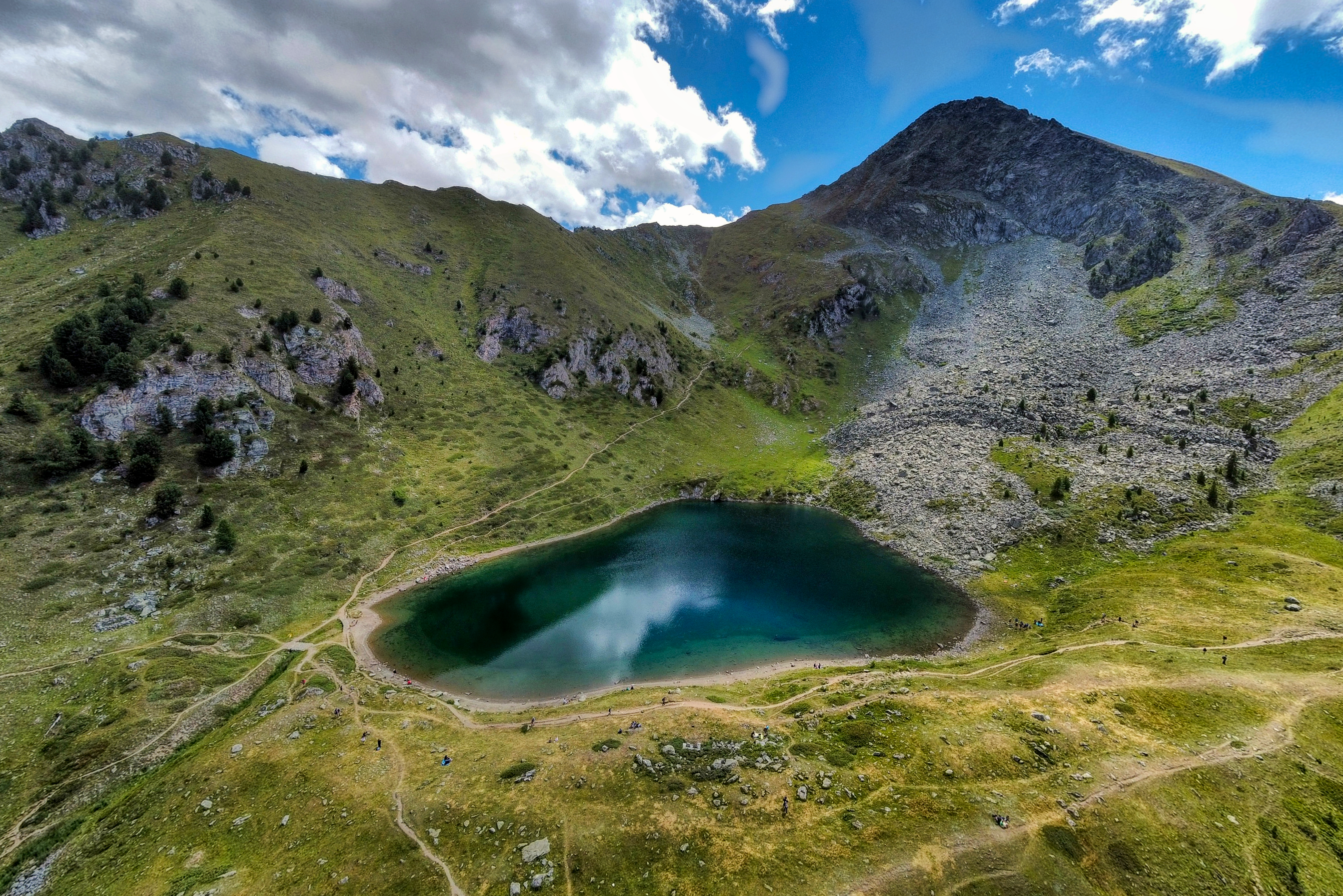
Il lago di Chamolé.

### Clima
Il clima è soleggiato e caldo in estate. Durante l'inverno invece essendo il territorio del comune situato sulla destra orografica della Dora Baltea gode di pochissima insolazione e quindi le temperature sono quasi sempre al di sotto dello zero. Le precipitazioni più intense si hanno in primavera e autunno, in estate sono brevi e di tipo temporalesco, mentre in inverno sono quasi sempre nevose.

## Origini del nome
Il toponimo latino è Carvantium (anticamente Fundus Calvetianus).

## Storia

### Simboli
(D.P.R. del 21 dicembre 1988)
Lo sfondo partito di rosso e di nero ricorda la composizione della bandiera regionale. Il pastorale fa riferimento ai vescovi di Aosta, antichi proprietari del castello di Charvensod situato presso la chiesa parrocchiale, e al tempo stesso al patrono della diocesi san Grato che fu vescovo di Aosta nel V secolo e che, secondo la tradizione si ritirava in meditazione nella località dove oggi sorge un piccolo santuario in suo onore. Le colombe alludono alla patrona della parrocchia, santa Colomba, e alla collegiata di Sant'Orso di Aosta, che dal 1268 sino al 1999 fu proprietaria dell'alpeggio di Comboé, uno dei più importanti di Charvensod. Lo stemma del priorato di Sant’Orso si blasona d’azzurro, a due colombe affrontate d'argento, imbeccate e membrate di rosso, tenenti ciascuna nel becco un ramo d'olivo di verde, e accompagnate in capo da una stella d’oro. Il ponte a tre arcate rappresenta Pont Suaz, che collega il territorio di Charvensod alla città di Aosta.
Il gonfalone è un drappo partito di nero e di rosso.

## Monumenti e luoghi d'interesse

### Architetture religiose
- La cappella di Sant'Anna a Félinaz.
- L'eremo di San Grato, in onore di san Grato di Aosta, situata a quasi 1800 metri[10]
- Il santuario Notre-Dame-de-Pitié (XVI secolo), vicino al Pont-Suaz.
- La chiesa parrocchiale di Sainte-Colombe, di probabile datazione Merovingia.[11]
- La cappella di Saint-Joconde.
- La cappella dei Saints-Fabien-et-Sébastien, nel borgo di Charvensod.
- La cappella de Reverier.
- La cappella di Saint-Pantaléon nell'omonimo villaggio ora compresa nella frazione di Peroulaz
- La cappella di Comboé.

### Architetture civili
- i resti della spalla del ponte romano in località Clérod, messi in luce nel 1987 sulla destra orografica della Dora[12]

### Architetture militari

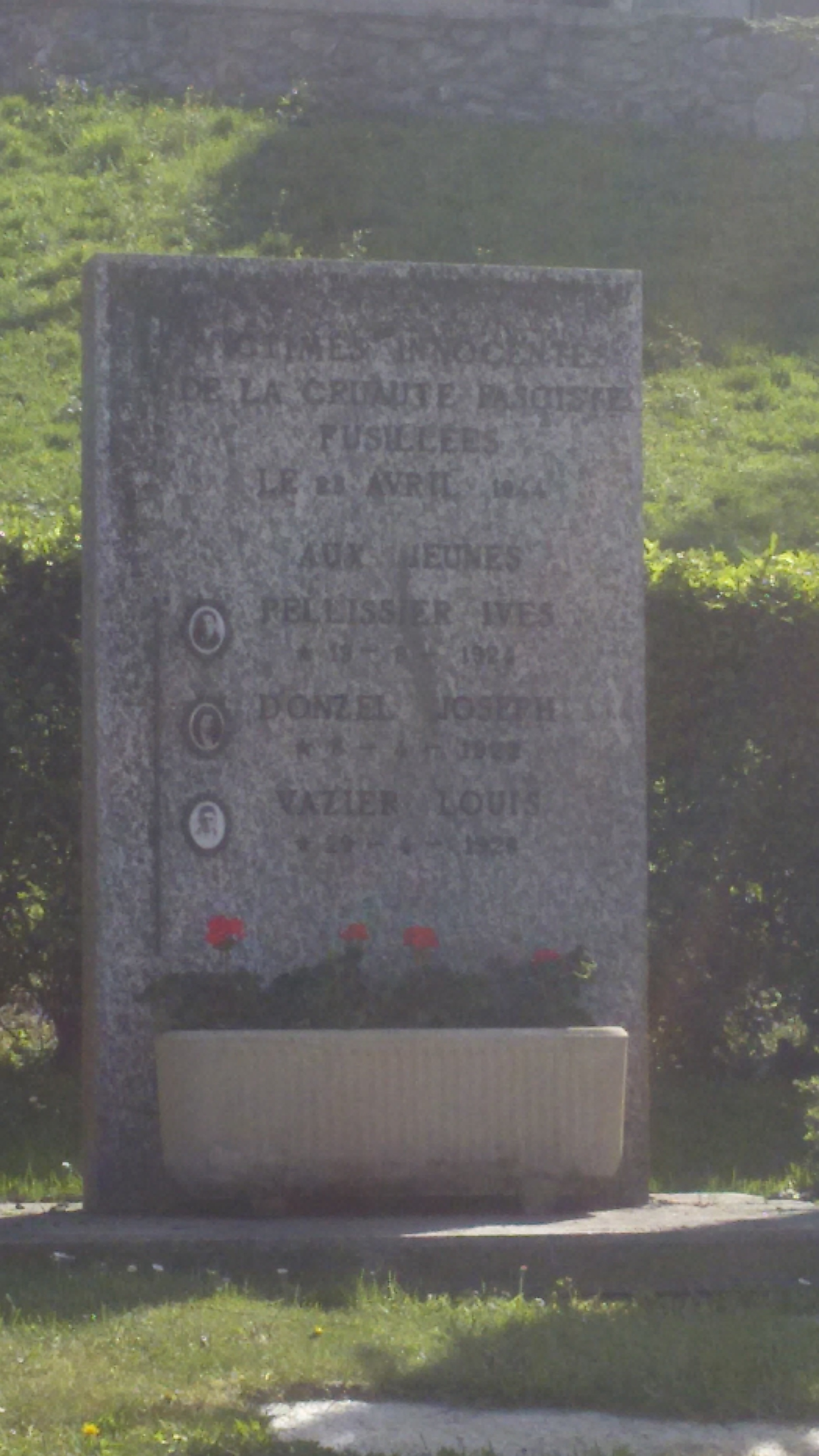
Monumento ai caduti della seconda guerra mondiale

- i ruderi del Castello di Charvensod, risalenti al XIV secolo, di cui rimangono visibili una torretta circolare e pochi resti della cinta muraria[10].
- il basamento della torre di segnalazione medievale in località Tornettes (o Tornettaz)[13]

## Società

### Evoluzione demografica
Abitanti censiti

## Cultura

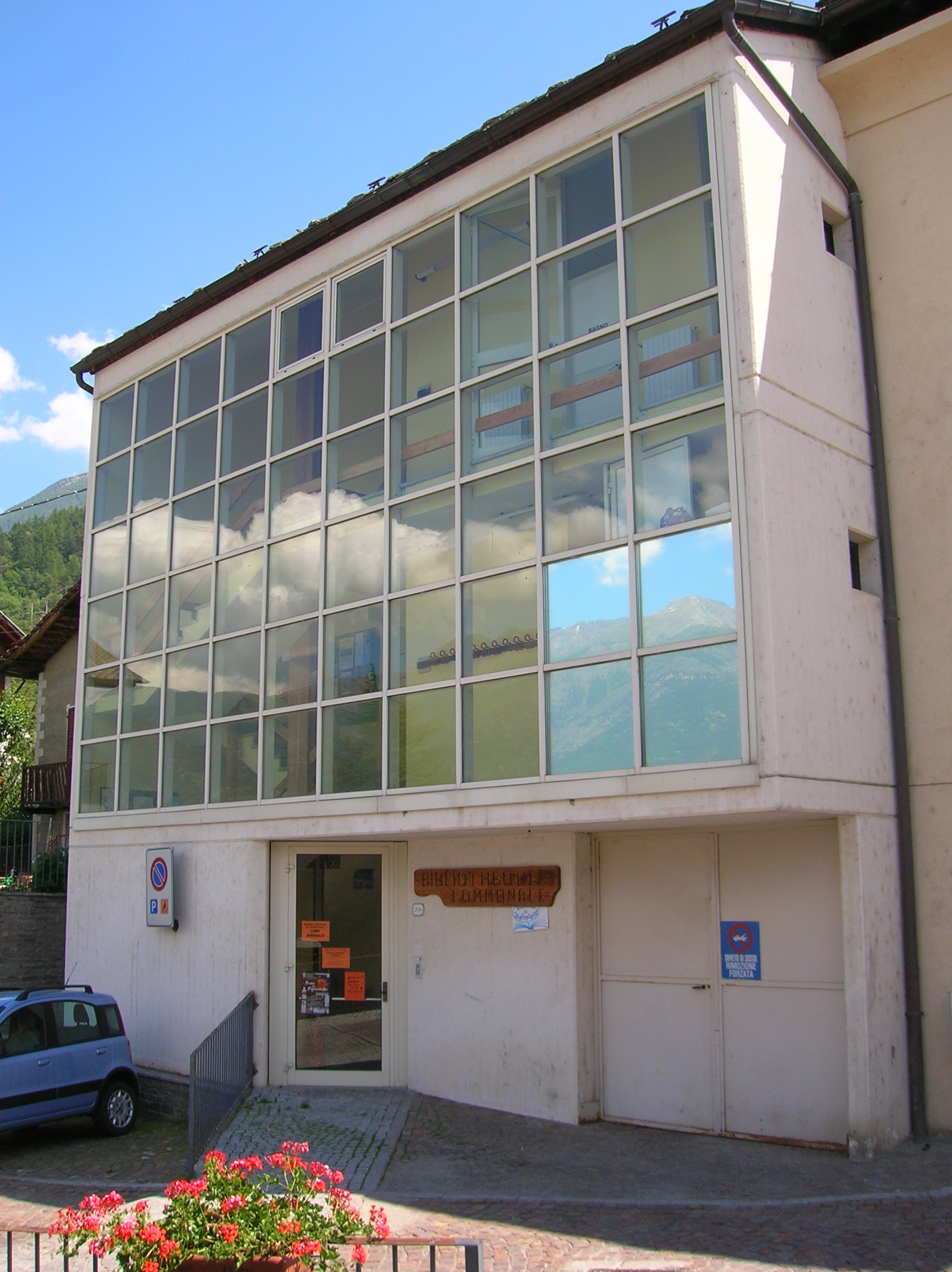
Biblioteca di Charvensod

In località Capoluogo è presente la biblioteca comunale.

## Geografia antropica

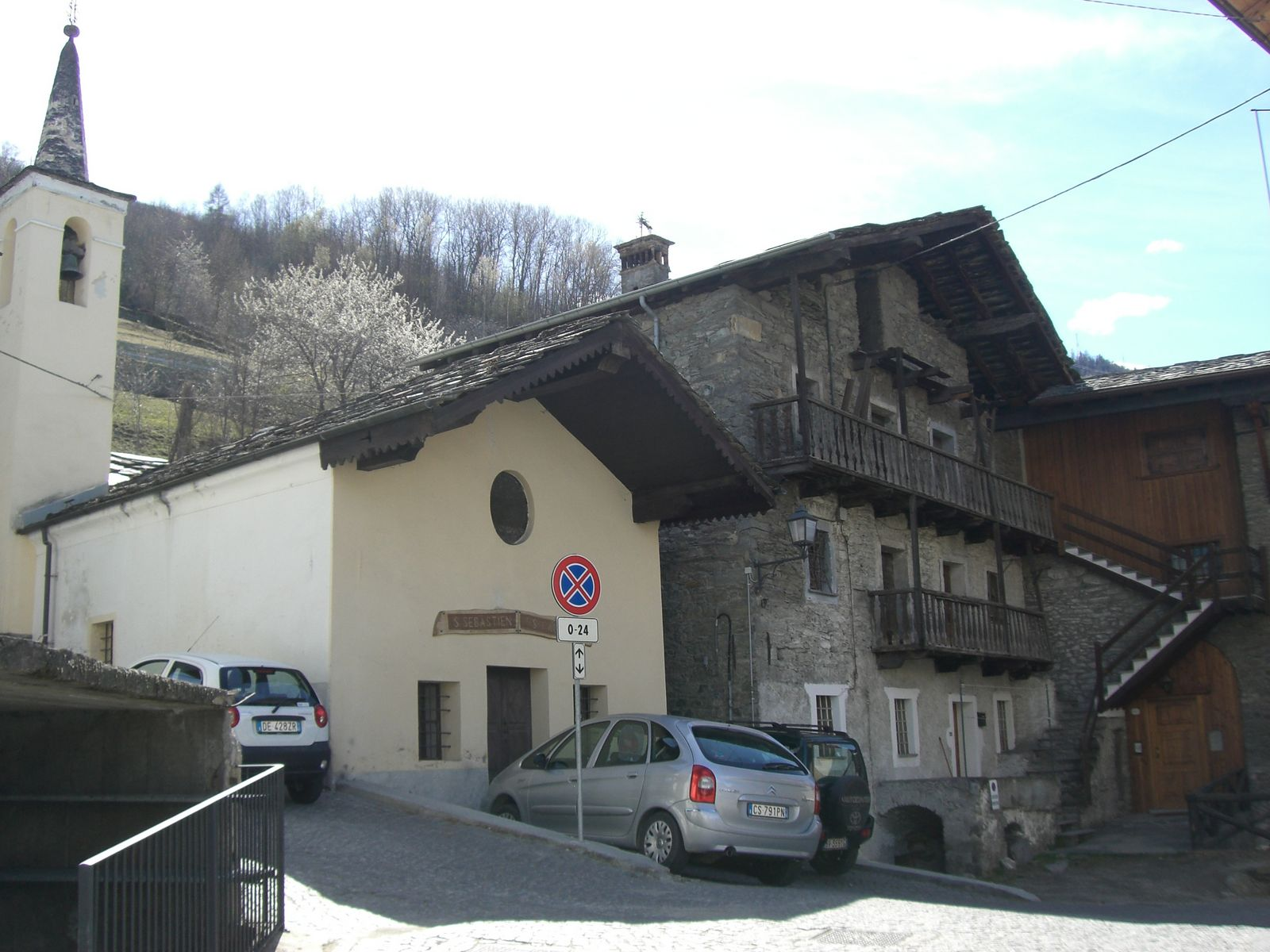
La piazza principale dell'antico borgo di Charvensod, con il lâviaou (= "lavatoio")

È composto da due agglomerati principali: il capoluogo (chef-lieu), che si trova a 2 chilometri da Aosta, e l'agglomerazione formata dai villaggi di Pont-Suaz, Plan-Félinaz e Félinaz che si trovano lungo la sponda destra della Dora Baltea.

## Amministrazione

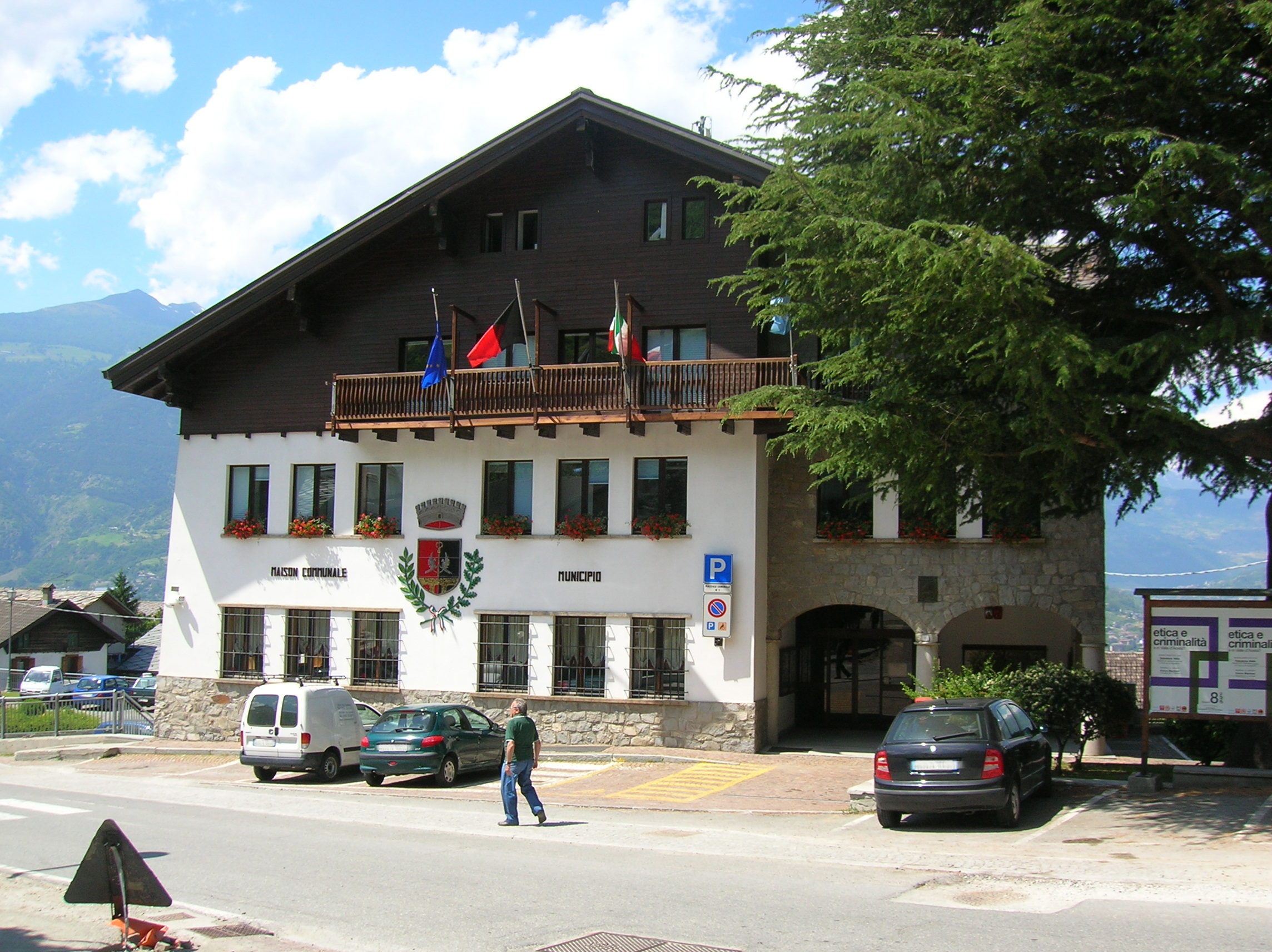
Il municipio (in francese, Maison communale)

Fa parte dell'Unité des Communes valdôtaines Mont-Émilius.
Di seguito è presentata una tabella relativa alle amministrazioni che si sono succedute in questo comune.
| Periodo        | Periodo        | Primo cittadino  | Partito              | Carica  | Note   |
| -------------- | -------------- | ---------------- | -------------------- | ------- | ------ |
| 29 maggio 1985 | 23 maggio 1990 | Leo Bianquin     | Union Valdôtaine     | Sindaco | [ 15 ] |
| 23 maggio 1990 | 29 maggio 1995 | Dario Comé       | Democrazia Cristiana | Sindaco | [ 15 ] |
| 29 maggio 1995 | 29 giugno 1998 | Dario Comé       | -                    | Sindaco | [ 15 ] |
| 29 giugno 1998 | 8 maggio 2000  | Renato Antonioli | -                    | Sindaco | [ 15 ] |
| 8 maggio 2000  | 9 maggio 2005  | Ennio Subet      | lista civica         | Sindaco | [ 15 ] |
| 9 maggio 2005  | 24 maggio 2010 | Ennio Subet      | lista civica         | Sindaco | [ 15 ] |
| 24 maggio 2010 | 11 maggio 2015 | Ennio Subet      | lista civica         | Sindaco | [ 15 ] |
| 11 maggio 2015 | in carica      | Ronny Borbey     |                      | Sindaco | [ 15 ] |

### Gemellaggi
- Les Bois, dal 2008[16]

### Riconoscimenti
Nel 2014 ha ottenuto le certificazioni "Sistema Qualità ISO 9001" e "Sistema Ambientale 14001". Può vantare ora anche la certificazione UNI EN ISO 50001:2011 Sistema Energia. È il primo Comune della Valle d'Aosta a raggiungere questo obiettivo ed uno dei cinque attualmente certificati in tutta Italia.
L'Amministrazione comunale ha così raggiunto l'obiettivo delle "zero emissioni" e del "100% di rispetto dell'ambiente".

## Sport
In questo comune si gioca a fiolet e a rebatta, caratteristici sport tradizionali valdostani.
Secondo una monografia del 1992, i giochi erano geograficamente ben ripartiti: il fiolet era diffuso nel capoluogo, la rebatta a Pont-Suaz e Ampaillan, mentre lo tsan era diffuso a Félinaz.
La squadra di calcio del comune è il Vallée d'Aoste Charvensod, che milita nel campionato di Promozione Piemonte-Valle d'Aosta.
Il comune presenta inoltre percorsi escursionistici di alta e media montagna, come la salita all'eremo di San Grato, nonché l'ascensione alle due montagne che dominano la regione, la Becca di Nona e il Monte Emilius.